# US Viterbese 1908
Associazione Sportiva Viterbese Calcio, włoski klub sportowy mający swą siedzibę w Viterbo, Lacjum. Klub powstał w 1909 roku, a reaktywowany został w 1977.

## Barwy Klubowe
Stroje drużyny A.S. Viterbese Calcio mają barwy żółto-niebieskie.

## Sezon – Rozgwywki
2005/2006 – Serie C2/C (7. miejsce)

2006/2007 – Serie C2/B (8. miejsce)

2007/2008 – Serie C2/B (17. miejsce)

2008/2009 – Serie D/G (3. miejsce)